# Meistaradeildin (1943)
Meistaradeildin 1943 – 2. sezon pierwszej ligi piłki nożnej archipelagu Wysp Owczych.  Zwycięzcą został TB Tvøroyri, pokonując zwycięzcę poprzedniego sezonu KÍ Klaksvík. Następny sezon został rozegrany w roku 1945, ponieważ w 1944 rozgrywki zostały odwołane ze względu na II wojnę światową. Były to rozgrywki nieligowe, w których wzięło udział dwanaście drużyn. Wśród nich znalazły się takie, które nie wystąpiły w sezonie poprzednim (Bóltfelagið Sandur, FB Fámjin, ØB Øravík, SB Sumba, TGB Trongisvágur oraz VB Vágur. Z rozgrywek zrezygnowały trzy kluby: SÍF Sandavágur, SVB Sandvík oraz Royn Hvalba.

## Grupa wschodnia

### Uczestnicy
| Uczestnicy Meistaradeildin 1942                                                                               | Uczestnicy Meistaradeildin 1942 | Uczestnicy Meistaradeildin 1942 | Uczestnicy Meistaradeildin 1942 |
| --- | ------------------------------- | ------------------------------- | ------------------------------- |
| KÍ | KÍ Klaksvík                     |                                 |                                 |
| EB | EB Eiði                         |                                 |                                 |
| HB | HB Tórshavn                     |                                 |                                 |
| Oznaczenia: - kolumna pierwsza – skróty nazw drużyn, - kolumna trzecia – miejsce zajęte w poprzednim sezonie. |                                 |                                 |                                 |

### Rozgrywki

#### Tabela
| Lp. | Drużyna     | M | Z | R | P | Bramki | Bramki | Różn. | Pkt | Uwagi              |
| --- | ----------- | - | - | - | - | ------ | ------ | ----- | --- | ------------------ |
| 1   | KÍ Klaksvík | 4 | 3 | 1 | 0 | 15     | 4      | +11   | 7   | Awans do półfinału |
| 2   | HB Tórshavn | 4 | 2 | 1 | 1 | 9      | 6      | +3    | 5   |                    |
| 3   | EB Eiði     | 4 | 0 | 0 | 4 | 6      | 20     | −14   | 0   |                    |

#### Wyniki spotkań
| Gospodarz \ Gość | EB  | HB  | KÍ  |
| EB Eiði          |     | 1   | 3:5 |
| HB Tórshavn      | 1   |     | 2:3 |
| KÍ Klaksvík      | 7:0 | 1:1 |     |

Aktualne na 15 marca 2015. Źródło: KÍ.fo
Objaśnienia:
1Drużyna gospodarzy jest wymieniona po lewej stronie tabeli.
Kolory: zielony – zwycięstwo gospodarzy, żółty – remis, różowy – zwycięstwo gości.
Objaśnienia:
1. Zwycięstwo HB Tórshavn, wynik nieznany.

## Grupa centralna

### Uczestnicy
| Uczestnicy Meistaradeildin 1942                                                                               | Uczestnicy Meistaradeildin 1942 | Uczestnicy Meistaradeildin 1942 | Uczestnicy Meistaradeildin 1942 |
| --- | ------------------------------- | ------------------------------- | ------------------------------- |
| B36 | B36 Tórshavn                    |                                 |                                 |
| Nowi uczestnicy                                                                                               |                                 |                                 |                                 |
| BS | Bóltfelagið Sandur              |                                 |                                 |
| Oznaczenia: - kolumna pierwsza – skróty nazw drużyn, - kolumna trzecia – miejsce zajęte w poprzednim sezonie. |                                 |                                 |                                 |

### Rozgrywki
| Drużyna 1          | Wynik | Drużyna 2    |
| ------------------ | ----- | ------------ |
| Bóltfelagið Sandur | 1:6   | B36 Tórshavn |

|  | Bóltfelagið Sandur | 1:6Raport | B36 Tórshavn |  |
|  |                    |           |              |  |

## Suðuroy

### Uczestnicy
| Uczestnicy Meistaradeildin 1942                                                                               | Uczestnicy Meistaradeildin 1942 | Uczestnicy Meistaradeildin 1942 | Uczestnicy Meistaradeildin 1942 |
| --- | ------------------------------- | ------------------------------- | ------------------------------- |
| TB | TB Tvøroyri                     |                                 |                                 |
| Nowi uczestnicy                                                                                               |                                 |                                 |                                 |
| FB | FB Fámjin                       |                                 |                                 |
| ØB | ØB Øravík                       |                                 |                                 |
| SB | SB Sumba                        |                                 |                                 |
| TGB | TGB Trongisvágur                |                                 |                                 |
| VB | VB Vágur                        |                                 |                                 |
| Oznaczenia: - kolumna pierwsza – skróty nazw drużyn, - kolumna trzecia – miejsce zajęte w poprzednim sezonie. |                                 |                                 |                                 |

### Drabinka
|  |                  |                  |              |              |              |           |          |           |           |           |           |           |  |  |       |       |       |
|  | Ćwierćfinały     | Ćwierćfinały     | Ćwierćfinały | Ćwierćfinały | Ćwierćfinały |           |          | Półfinały | Półfinały | Półfinały | Półfinały | Półfinały |  |  | Finał | Finał | Finał |
|  | Ćwierćfinały     | Ćwierćfinały     | Ćwierćfinały | Ćwierćfinały | Ćwierćfinały |           |          | Półfinały | Półfinały | Półfinały | Półfinały | Półfinały |  |  | Finał | Finał | Finał |
|  |                  |                  |              |              |              |           |          |           |           |           |           |           |  |  |       |       |       |
|  |                  |                  |              |              |              |           |          |           |           |           |           |           |  |  |       |       |       |
|  | ØB Øravík        | ØB Øravík        | 2            | 3            | 5            |           |          |           |           |           |           |           |  |  |       |       |       |
|  | ØB Øravík        | ØB Øravík        | 2            | 3            | 5            |           |          |           |           |           |           |           |  |  |       |       |       |
|  | FB Fámjin        | FB Fámjin        | 0            | 1            | 1            |           |          |           |           |           |           |           |  |  |       |       |       |
|  | FB Fámjin        | FB Fámjin        | 0            | 1            | 1            | ØB Øravík |          |           |           |           |           |           |  |  |       |       |       |
|  |                  |                  |              |              |              |           |          |           |           |           |           |           |  |  |       |       |       |
|  |                  |                  | SB Sumba     | SB Sumba     | SB Sumba     | SB Sumba  | w.       |           |           |           |           |           |  |  |       |       |       |
|  | SB Sumba         | SB Sumba         | SB Sumba     | SB Sumba     | SB Sumba     | SB Sumba  | w.       | 0         |           | w.        |           |           |  |  |       |       |       |
|  | SB Sumba         | SB Sumba         |              |              |              |           |          |           |           | w.        |           |           |  |  |       |       |       |
|  | VB Vágur         | VB Vágur         | 3            |              |              |           |          |           |           |           |           |           |  |  |       |       |       |
|  | VB Vágur         | VB Vágur         | 3            |              |              | SB Sumba  | SB Sumba | 0         |           |           |           |           |  |  |       |       |       |
|  |                  |                  |              |              |              |           |          |           |           |           |           |           |  |  |       |       |       |
|  |                  |                  | TB Tvøroyri  | TB Tvøroyri  | 7            |           |          |           |           |           |           |           |  |  |       |       |       |
|  |                  |                  |              |              |              |           |          |           |           |           |           |           |  |  |       |       |       |
|  |                  |                  |              |              |              |           |          |           |           |           |           |           |  |  |       |       |       |
|  |                  |                  |              |              |              |           |          |           |           |           |           |           |  |  |       |       |       |
|  | TB Tvøroyri      | TB Tvøroyri      | 3            | 2            | 5            |           |          |           |           |           |           |           |  |  |       |       |       |
|  | TB Tvøroyri      | TB Tvøroyri      | 3            | 2            | 5            |           |          |           |           |           |           |           |  |  |       |       |       |
|  | TGB Trongisvágur | TGB Trongisvágur | 1            | 1            | 2            |           |          |           |           |           |           |           |  |  |       |       |       |
|  | TGB Trongisvágur | TGB Trongisvágur | 1            | 1            | 2            |           |          |           |           |           |           |           |  |  |       |       |       |

## Półfinały
| Drużyna 1   | Wynik | Drużyna 2    |
| ----------- | ----- | ------------ |
| TB Tvøroyri | 5:2   | B36 Tórshavn |
| MB Miðvágur | 3:1   | KÍ Klaksvík  |

MB Miðvágur dostał się od razu do półfinału, gdyż jako jedyny z grupy zachodniej zgłosił chęć uczestnictwa w turnieju.
|  | TB Tvøroyri | 5:2Raport | B36 Tórshavn |  |
|  |             |           |              |  |

|  | MB Miðvágur | 3:1Raport | KÍ Klaksvík |  |
|  |             |           |             |  |

## Finał
| Drużyna 1                            | Wynik dwumeczu | Drużyna 2   | Pierwszy mecz | Drugi mecz |
| ------------------------------------ | -------------- | ----------- | ------------- | ---------- |
| TB Tvøroyri                          | 3:2            | MB Miðvágur | 2:2           | 1:0        |
| Po lewej gospodarz pierwszego meczu. |                |             |               |            |

|  | TB Tvøroyri | 2:2Raport | MB Miðvágur |  |
|  |             |           |             |  |

|  | MB Miðvágur | 0:1Raport | TB Tvøroyri |  |
|  |             |           |             |  |

| Mistrz Wysp Owczych 1943 |
| ------------------------ |
| TB Tvøroyri 1. tytuł     |